# Муншайн (тауншип, Миннесота)
Муншайн (англ. Moonshine) — тауншип в округе Биг-Стон, Миннесота, США. На 2000 год его население составило 150 человек.

## География
По данным Бюро переписи населения США площадь тауншипа составляет 97,3 км², из которых 97,2 км² занимает суша, а 0,1 км² — вода (0,08 %).

## Демография
По данным переписи населения 2000 года здесь находились 150 человек, 55 домохозяйств и 43 семьи. Плотность населения — 1,5 чел./км². На территории тауншипа расположено 58 построек со средней плотностью 0,6 построек на один квадратный километр. Расовый состав населения: 92,67 % белых, 2,67 % коренных американцев и 4,67 % азиатов.
Из 55 домохозяйств в 34,5 % воспитывались дети до 18 лет, в 69,1 % проживали супружеские пары, в 3,6 % проживали незамужние женщины и в 21,8 % домохозяйств проживали несемейные люди. 20,0 % домохозяйств состояли из одного человека, при том 5,5 % из — одиноких пожилых людей старше 65 лет. Средний размер домохозяйства — 2,73, а семьи — 3,07 человека.
26,7 % населения — младше 18 лет, 3,3 % — в возрасте от 18 до 24 лет, 24,7 % — от 25 до 44, 29,3 % — от 45 до 64, и 16,0 % — старше 65 лет. Средний возраст — 40 лет. На каждые 100 женщин приходилось 127,3 мужчин. На каждые 100 женщин старше 18 приходилось 124,5 мужчин.
Средний годовой доход домохозяйства составлял 37 500 долларов, а средний годовой доход семьи — 39 688 долларов. Средний доход мужчин — 26 563 доллара, в то время как у женщин — 11 875. Доход на душу населения составил 15 313 долларов. За чертой бедности находились 3,6 % семей и 10,9 % всего населения тауншипа, из которых 13,5 % младше 18 лет.